# Фаталиев, Полад Сабир оглы
Фаталиев Полад Сабир оглу (азерб. Fətəliyev Polad Sabir oğlu; род. 23 февраля 1983, Баку) — азербайджанский ватерполист. Кандидат в мастера спорта. Член Сборной команды Азербайджана по Водному поло. Выступал также в составе Юношеской Сборной Азербайджана. В настоящее время защищает цвета клуба ВМС Баку. Амплуа — полузащитник (раньше вратарь).

## Достижения

### Чемпионат Азербайджана
Семикратный чемпион Азербайджана по водному поло среди клубных команд. Шесть раз становился золотым медалистом в составе команды ЦСКА Баку (в 1996—1997-1998-2003-2006-2007 годах) и один раз в составе ВМС Баку (2008 год).

### Международные турниры
- Серебряный медалист Международного Турнира по Водному Поло среди Юношеских команд, проходившим в городе Тбилиси (Грузия) в 1997 году, в составе команды ЦСКА Баку.
- Серебряный медалист Открытого Первенства Международного Спортивного Общества «Спартак» среди сильнейших юношеских ватерпольных команд СНГ, проходившим в городе Туапсе (Российская Федерация), в 1997 году, в составе команды ВМФ Баку.
- Победитель международного турнира по водному поло среди юношеских команд, проходившим в городе Днепропетровске, 13-17 марта 2001 года, в составе команды ЦСКА Баку.
- Серебряный медалист Открытого первенства Украины среди юношеских ватерпольных команд, проходившим в городе Мариуполь 10-15 ноября 2002 года, в составе команды ЦСКА Баку.
- Победитель 2-го Международного Турнира по Плаванию и Водному Поло, в составе команды ЦСКА Баку, проходившим в городе Стамбуле (Турция) в апреле 2003 года и посвящённому Всенародному дню единения и празднику детей.
- Бронзовый призёр открытого первенства Азии по Спасательному Пятиборью, в классе «Буксировка», проходившим на острове Кешм (Иран) в 2004 году.
- 6 место в общекомандном зачёте на Всемирных Исламских Играх, проходивших в 2005 году в городе Джидда (Саудовская Аравия).

## Обучение и работа
- В 1989—1999 годах обучался в средней общеобразовательной школе № 161 города Баку.
- В 1999—2003 годах проходил обучение в Азербайджанской Государственной Академии Физической Культуры и Спорта, на факультете Игровых Видов Спорта.
- В 1988—1994 годах занимался плаванием в спортивной школе ЦСКА.
- Наряду со спортивной карьерой с 2005 года работает водолазом в Министерстве по Чрезвычайным Ситуациям Азербайджанской Республики. Является также членом команды по Спасательному Пятиборью при МЧС АР.

## Спортивная карьера
- С 13 лет является неизменным участником чемпионатов Азербайджана по водному поло среди взрослых. Долгое время выступал за бакинский клуб ЦСКА. В данный момент играет за клуб ВМС.
- Член сборной команды Азербайджана по водному поло. И в клубе и в сборной выступает под № 13. Защищал также цвета молодёжной сборной Азербайджана.
- В сезоне 2008 года забил 4 мяча, будучи при этом полузащитником. Долгое время выступал в качестве вратаря в составе команды ЦСКА Баку.

## Тренеры
- Бабаев Азер Магеррам оглу (первый тренер)
- Соловьёв Юрий Иванович
- Сыроваткин Сергей Васильевич
- Черкасов Виктор Иванович